# 环丙基甲醛
环丙基甲醛是一种有机化合物，化学式为C4H6O，是环丙烷的一个氢被甲酰基取代的产物。它是无色至黄色的液体，可溶于水及一些有机溶剂。

## 合成
环丙基甲醛可由9-硼杂双环[3.3.1]壬烷、二(二乙氨基)氢化铝、1,1,2-三甲基丙基溴代甲硼烷二甲基硫醚配合物等还原剂还原环丙基甲酸制得。高碘酸、重铬酸钠、3-亚碘酰苯甲酸、硝酸铈铵、氧气等氧化剂氧化环丙基甲醇也能得到环丙基甲醛。
丁二酸二乙酯的酮醇缩合反应可以得到2-羟基环丁酮，它可以被氢化铝锂还原为1,2-环丁二醇，再在三氟化硼二丁醚缩环，可以得到环丙基甲醛：
2,3-二氢呋喃在加热、加压下经氧化铝催化下发生重排反应，也能得到环丙基甲醛，副产物是反式巴豆醛：

## 反应
环丙基甲醛可以发生醛的特征反应，如加氢还原为环丙基甲醇或氧化为环丙基甲酸；它和苄胺在对甲苯磺酸的催化下缩合，得到N-(环丙基亚甲基)苄胺，在该体系中，加入二硼酸可以将亚胺加氢为胺；和氰乙酸乙酯发生Knoevenagel缩合反应，生成2-氰基-3-环丙基-2-丙烯酸乙酯。在三氟化硼乙醚的存在下，它和2-叠氮基乙醇于二氯甲烷中反应，可以得到2-环丙基-4,5-二氢噁唑。
它和二环戊基锌反应，可以得到α-环丙基环戊基甲醇。

## 应用
环丙基甲醛和正丙胺缩合后氢化，得到N-(环丙基甲基)丙胺，它再与4-氯-3,5-二硝基三氟甲苯反应，可以得到除草剂环丙氟灵：
以环丙基甲醛为原料可以合成环丙基乙炔。它首先和三氯乙酸反应，得到α-三氯甲基环丙基甲醇，经对甲基苯基磺酰氯（TsCl）转化为对甲苯磺酸酯，所得的酯再与甲基锂反应，水解后生成环丙基乙炔。